# Trobada de la Rosa

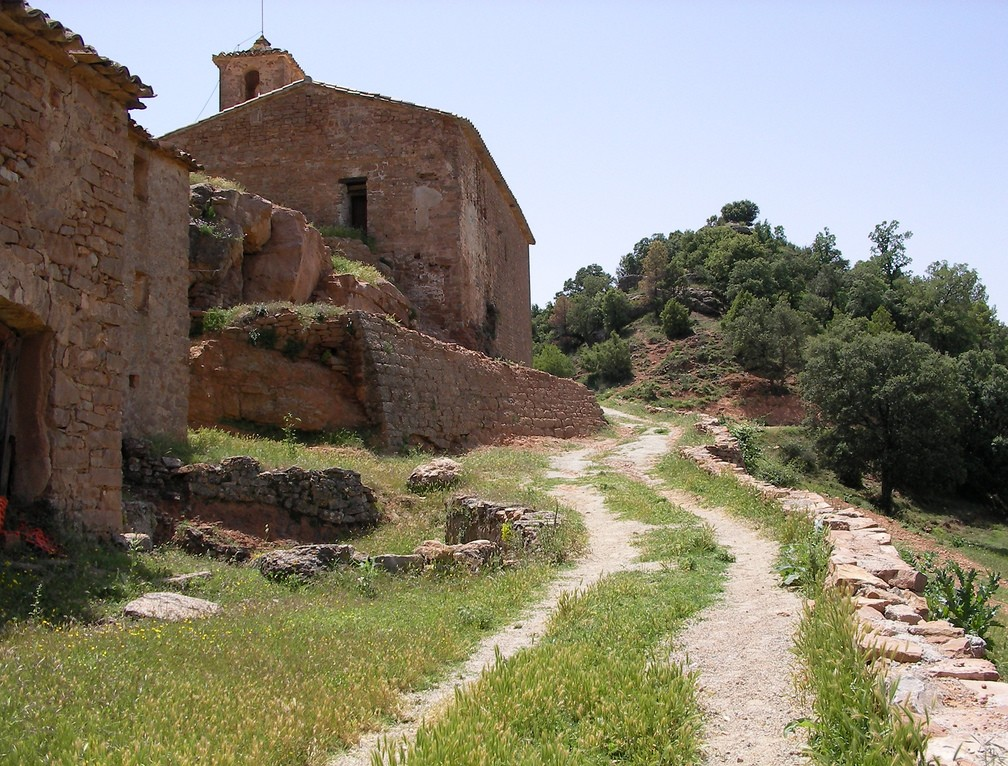
Entorns de l'església de Sant Esteve de Pallerols

La Trobada de la Rosa és una festa que commemora el pas de Sant Josepmaria Escrivà de Balaguer pel poble de  Pallerols de Rialb el 22 de novembre de 1937 quan va trobar una rosa de fusta daurada, en el seu camí a través dels Pirineus cap al Principat d'Andorra, fugint de la persecució religiosa que hi havia a Madrid durant la Guerra Civil.

## Antecedents històrics
Sant Josepmaria, juntament amb set persones més joves que l'acompanyaven, sortí de Madrid el 8 d'octubre de 1937 en direcció a València i seguidament a Barcelona on arribà el dia 10 al matí. Romangué en aquesta ciutat 41 dies tot esperant l'avís de posar-se en marxa, que finalment arribà de la mà d'en Mateu Molleví Roca, de Cal Mateu de Peramola. El 19 de novembre sortiren en l'autobús de la Seu d'Urgell arribant cap al tard al pont de Peramola, passat Oliana, on els esperava l'Antoni Bach Pallarès, "el Tonillo", que els portà a dormir a un paller de Peramola, propietat de la família Segon. L'endemà el seu fill, els guià fins a Cal Vilaró de  Pallerols, on Sant Josepmaria celebrà missa els dies 20 i 21 de novembre. Al capvespre del 21, pujaren a la rectoria de Pallerols per passar-hi la nit, en una dependència obrada en la part alta del que antigament havia estat un absis de l'església. Fou una nit d'intens patiment, una nit de fosca i dol, com diu una estrofa dels goigs del Roser. La matinada del dia 22, per una especial intervenció de la Mare de Déu, superà aquesta dolorosa prova, retrobà la pau perduda i quedà convençut que havia de continuar cap a Andorra per realitzar en llibertat l'encàrrec de fer l'Opus Dei que Déu li havia confiat el 2 d'octubre de 1928.
Encara cinc dies van estar amagats als boscos de Pallerols, protegits per en Pere Sala de Cal Vilaró i en Lluís Campabadal de Ca l'Empordanès, fins que el capvespre del 27 de novembre, guiats per la gent de Peramola, sortiren cap a l'Espluga de les Vaques, al Barranc de la Ribalera, zona que estava sota la protecció dels amos de Juncàs, en Josep Boix i la Maria Oste. Mal equipats, arribaren a la muntanya d'Aubenç la matinada del dia 28, on celebrà missa, que fou l'última en terra catalana. A primera hora de la tarda del mateix dia 28 aparegué el guia principal, en Josep Cirera, que es feu càrrec de la totalitat de l'expedició, més de vint persones, conduint-les amb fermesa fins a Andorra on arribaren el 2 de desembre de 1937, després de no pocs sofriments i dificultats. En el camí cap a Andorra s'ha de destacar l'ajut de la família Coll de la casa de Fenollet i de la família Bentanachs de la casa del Baridà, així com d'altres persones que han quedat en l'anonimat.
Poc abans d'arribar al Mas d'Alins, ja en terra andorrana, passaren pel costat de l'ermita de Santa Maria de Feners, a Argolell, rebent així el que van interpretar com l'última carícia de la Mare de Déu. El 2 de desembre del 1937 arribaren a Andorra, on s'estigueren durant alguns dies per una forta tempesta, i des d'allí van anar al Santuari de Lorda, per agrair el feliç desenllaç de la travessia. Al llarg de la seva vida, en moltes ocasions i de manera habitual, Sant Josepmaria va recórrer a la Verge Maria en cerca d'ajuda en els moments difícils que mai no li faltaren. El recurs confiat en ella li permeté superar-los sempre, gaudint de l'alegria pròpia de qui se sap un fill petit en els braços de la seva mare.

## La festa
La trobada que es ve realitzant des de 2003 i a través de l'Associació d'amics del camí de Pallerols a Andorra i diferents institucions i persones any rere any més gent acudeix a la festa. Se celebra un cap de setmana proper al 22 de novembre i a més a més de l'acte pròpiament religiós, amb la Missa i la processó amb la Mare de Déu de Pallerols pels voltants de l'església de Sant Esteve, es realitzen altres actes com un dinar, visites a alguns racons del poble per on va estar Sant Josepmaria, etc.